# 岡崎朋美
岡崎 朋美（おかざき ともみ、本名：安武朋美〈旧姓：岡崎〉 1971年9月7日 - ）は、北海道斜里郡清里町出身の日本の元スピードスケート選手。聖徳大学客員教授。
1998年長野オリンピックスピードスケート女子500メートル銅メダリスト。1994年リレハンメルオリンピック、1998年長野オリンピック、2002年ソルトレークシティオリンピック、2006年トリノオリンピック、2010年バンクーバーオリンピックと、5度の冬季オリンピックに出場。2008年北京オリンピック日本代表（自転車トラックレース女子スプリント）の佃咲江（北海道網走郡美幌町出身）は、北海道釧路星園高等学校スピードスケート部の後輩である。

## 略歴
実家は酪農業だった。小学3年生でスケートを始め、清里中学校、釧路星園高校を経て、富士急行へ入社。それまではインターハイでも4位と無名だったが、富士急スケート部の監督だった長田照正が高校2年の岡崎を見てその素質を見抜きスカウト。先輩である橋本聖子とともに練習を重ね、才能を開花させる。
1998年長野オリンピックで日本女子短距離として初めてメダル（銅）を獲得し、そのさわやかな笑顔は「朋美スマイル」と呼ばれ全国的な人気者となった。その後は椎間板ヘルニアに悩まされるもカムバック。
2002年ソルトレークシティオリンピック500メートルで当時の日本記録を樹立。2005年1月には通算7度目となる日本記録の更新（37秒73）を達成。社業でも1998年長野オリンピック後に富士急行の課長代理に昇進。その後日本新記録を出して課長、記録更新で次長代理となり、最終的には宣伝部次長まで昇進している。
2006年トリノオリンピックでは、日本選手団の主将を務める。風邪による体調不良のハンデを背負いながらも、500メートルでは1本目、2本目共に38秒46をマークし、4位入賞を果たした。同年12月の全日本スプリント選手権では年齢による体力の衰えを感じさせないスケーティングで9年振り3度目の総合優勝を達成。表彰式のプレゼンターは岡崎が尊敬する富士急の元先輩・橋本聖子（当時日本スケート連盟会長）で、表彰状授与式で橋本が「表彰状･･･優勝、岡崎朋美。35歳！」と、岡崎の当時の実年齢までアドリブで読み上げ、会場内の笑いを誘う一幕もあった。
2007年8月27日、元アスリートの安武宏倫氏との婚約を発表。11月24日、所属する富士急行系列のハイランドリゾートホテル＆スパにて結婚式を執り行った。
2009年12月、長野市のエムウエーブで行なわれた2010年バンクーバーオリンピック代表選考会で総合2位となり、冬季オリンピックの日本女子で最年長、最多の5大会連続出場を果たした。2010年バンクーバーオリンピック開会式にて日本選手団の旗手を務め、競技では500メートル16位、1000メートル34位となる。スピードスケート人気の高いオランダでは岡崎朋美ファンクラブがあり、オランダ国外の大会にも遠征するほどの熱心なファンが存在した。
2010年8月、妊娠を発表し、同年12月23日に第一子となる長女を出産した。常に限界を考えずマイペースをモットーとしているため、現役中は年齢をさほど気にしていなかったといい、日本女子では通算最多記録となる6度目の冬季オリンピックで42歳となる2014年ソチオリンピック日本代表も目指していた。だが2013年12月28日、エムウエーブで行われた2014年ソチオリンピック代表選考会の500メートルで6位に終わり、ソチオリンピック出場が絶望的となったことで現役引退を表明した。
2015年10月31日付で宣伝部次長を最後に富士急行を退社、アドバイザーへの転任を発表した。翌11月1日付よりよしもとクリエイティブ・エージェンシーとマネジメント契約を結び、活動の場を広げる意向を表明した。なお、橋本参議院議員同様に岡崎自身も「現役中も2回程（国政に）オファーがありました」と政界打診があったとし、岡崎は「私はスケートがやりたいのでと（断った）。聖子さんには憧れていますが、私は議員というタイプではないです。違う分野で頑張りたいです」と政界転身は行わなかったと述べている。
2019年11月24日に青森県の八戸市スポーツ大使委嘱となる。
2020年3月にカナダで第12回マスターズ国際スプリントゲームズに出場。F45（45歳以上50歳未満）のカテゴリー500ｍ・スプリントサマリー（4種目総合ポイント）で世界新を記録、金メダルを獲得した。
2021年6月27日に1年延期された東京オリンピックの聖火リレーの山梨県2日目のランナーとして登場した。

## 主な成績
- 1994年リレハンメルオリンピック　500m 14位
- 1998年長野オリンピック　500m 3位入賞（銅メダル獲得）、1000m 7位入賞
- 2002年ソルトレークシティオリンピック　500m 6位入賞
- 2006年トリノオリンピック　500m 4位入賞、1000m 16位
- 2010年バンクーバーオリンピック　500m 16位、1000m 34位

## その他
- 動物が大好きでミニチュアダックスフントの「ゴールド」を飼育していたが現役中に死去。その後は自身のスケート靴のブレードカバーには"Gold"というロゴを付けていた。
- 子供のころ家にあったバイクを庭で乗りまわして遊んだこともあったという程の車、バイク好きで知られ、富士急行に入社時頃に読む雑誌は車関係のものが多かったとのこと。はじめて免許を取って購入したのが三菱・ギャラン。その後日産・スカイライン、三菱・パジェロエボリューションに乗り換えている。1999年には大型自動二輪免許を取得し、ヤマハ発動機のXJR1300に乗っていた時期もあったが、2006年現在は安全のため乗らないようにしている。
- 2015年11月9日、吉本興業東京本部にて取材に応じた岡崎は「“滑る”、“スベリ芸人”…とかメールはくるけど、スポーツなので芸人ではないです！」とコメントし記者陣を大爆笑させた。

## 広告
- 国家公務員倫理週間ポスター（2007年12月）

## メディア出演

### 現在の出演番組
レギュラー出演

### 過去の出演番組
レギュラー番組
- あさチャン!（TBS、2015年12月 - 2016年3月25日）金曜日
- 食材探検おかわり! にっぽん（NHK BSプレミアム、2016年4月 - 2018年3月） - 2016年度から参加し田中理恵と交互に担当
- スッキリ!!（日本テレビ、2016年1月 - 2016年12月 ）水曜日コメンテーター

単発番組
- 旅はBS〜BSトラベル〜宿坊 ココロとカラダ満つる旅2「岡崎朋美 鳥取・三徳山」（NHK BSプレミアム、2007年7月17日）
- スポーツ大陸（NHK総合、2009年12月6日）
- さんま&EXILEの世界に一つだけの歌 第4弾（ABC、2010年4月9日）
- 秘密のケンミンSHOW（読売テレビ、2010年5月13日、8月5日）
- サンデーモーニング（TBS、2014年1月26日）
- 炎の体育会TV（TBS、2014年3月15日）
- くりぃむクイズ ミラクル9（テレビ朝日、2015年2月25日[9]）
- テレビスポーツ教室「スピードスケート〜目指せ人類最速!〜」（NHK Eテレ、2016年2月7日）
- 明石家さんまのコンプレッくすっ杯（テレビ朝日、2016年3月18日）
- あいつ今何してる?2時間SP（テレビ朝日、2016年5月18日）
- 岡村隆史のスポーツワイドショー【浅田真央の彼氏!?篠原信一が因縁の再会!独占】（フジテレビ、2016年5月29日）
- スタジオパークからこんにちは（NHK総合、2016年7月13日）
- おぎやはぎの愛車遍歴 NO CAR, NO LIFE!（BS日テレ、2016年12月17日[10]）
- ちちんぷいぷい  (MBS、2017年9月14日)
- Crossover〜スポーツの未来を考える〜（BSフジ、2020年4月4日、11日、18日(4日の再放送）、25日（11日の再放送）

ラジオ
- 嶌信彦 人生百景「志の人たち」（TBSラジオ、2015年11月1日）

雑誌
- Domani2016年1月号（小学館）著名人10人が自身の35歳前後を振り返って、今のアラサー女性たちにアドバイス企画。